# Taharqa
Taharqa fou faraó d'Egipte (690-664 aC), possible fill de Piankhi i germà de Shebitku, al que va succeir vers el 690 aC.
Va iniciar el regnat ajudant els jueus contra els assiris, missió que ja l'hi havia encomanat son germà abans d'arribar al tron. Jerusalem fou salvada perquè una epidèmia de pesta va fer retirar als assiris. Però després Taharqa no va poder contenir-los. El profeta Isaïes esmenta a Taharqa i el fa rei d'Etiòpia (Sudan-Abisinia). Després d'això va sufocar algunes revoltes al Delta. Un període prolongat de sequera va donar pas a un nou període de pluges que van produir bones collites. Va establir la seva capital a Tinis.
El seu nom està gravat al temple d'Osiris a Karnak. Va fer moltes construccions a Egipte i Núbia, entre elles al temple d'Amon de Karnak. Va reconstruir el temple de Kawa, prop de Dongola (a l'altre costat del riu) que es va construir en el segon més important dels reis nubians.
La invasió assíria es va iniciar el 674 aC i ràpidament es va produir la conquesta de Memfis per Assarhaddon (on Taharqa fou ferit i el seu harem capturat), el va fer retirar-se cap al sud. Els reietons del Delta es van sotmetre a Assíria i Assarhaddon es va proclamar rei del Baix i Alt Egipte. El rei Nekao I fou instal·lat com a sobirà, gairebé un governador, pels assiris, amb capital a Sais, però Taharqa va retornar aviat (en sortir els assiris del país) i el va derrotar i molts reietons es van passar al seu bàndol. Memfis fou ocupada. Assarhaddon va intentar la reconquesta però va morir de camí. La pau va durar tres anys. Llavors els assiris van tornar sota Assurbanipal (fill d'Assarhaddon) vers el 671 aC i Taharqa va haver de fugir altre cop més el sud que abans, entre la tercera i quarta cataracta, ja que els assiris van entrar a Tebes i van arribar fins a la primera cascada del Nil. No va aconseguir que Egipte, sobretot el Delta, es revoltés contra els assiris
Va morir el 664 aC i fou enterrat a Nuri, prop de Napata. El va succeir el seu nebot Tanutamon, fill de Shebiktu.
| Predecessor: Shebitku | Faraó Dinastia XXV | Successor: Tanutami |